# Ivan Udodov
Ivan Vasil'evič Udodov (in russo Иван Васильевич Удодов?; Glubokij, 20 maggio 1924 – Rostov sul Don, 16 ottobre 1981) è stato un sollevatore sovietico.
È stato il primo sollevatore sovietico della storia a vincere una medaglia d'oro ai Giochi Olimpici.